# ビクター・ガラテ
ビクター・ホセ・ガラテ（Victor Jose Garate, 1984年9月25日 - ）は、ベネズエラ・アラグア州マラカイ出身の元プロ野球選手（投手）。左投左打。台湾球界での登録名は「克拉帝」。

## 経歴

### プロ入りとアストロズ傘下時代
2001年12月にヒューストン・アストロズと契約を結びプロ入り。
2001年から2004年までの3年間はベネズエラン・サマーリーグでプレー。
2005年からはアメリカに渡り、傘下ルーキー+級のグリーンビル・アストロズで19試合に登板して4勝1敗、防御率5.57という成績を残した。
2006年は、A-級トリシティバレー・キャッツで21試合に登板して、4勝0敗8セーブ、防御率0.92という好成績を挙げた。

### ドジャース傘下時代
2007年12月6日に行われた、ルール・ファイブ・ドラフトでロサンゼルス・ドジャースから指名され移籍した。
2008年は、傘下のA級グレートレイクス・ルーンズとA+級インランド・エンパイア・シックスティシクサーズでプレーした。
2009年に40人枠に登録された。同年はAA級チャタヌーガ・ルックアウツで47試合に登板した。

### ナショナルズ時代

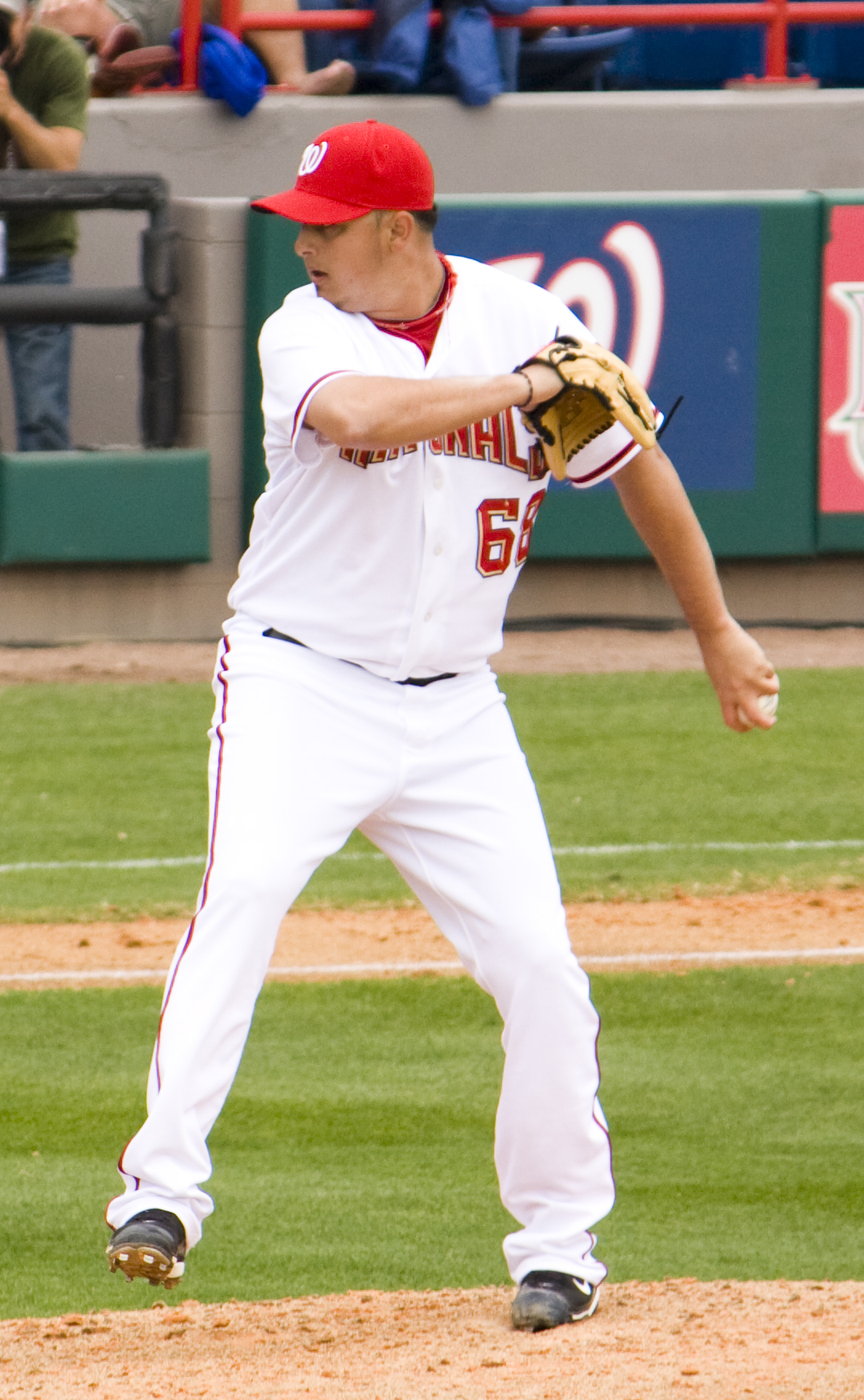
ナショナルズ時代（2010年）

2009年9月2日にロニー・ベリアードとのトレードでワシントン・ナショナルズへ移籍した。9月4日にメジャーに昇格し、翌5日にメジャーデビューを果たした。この年は、メジャーで4試合に登板した。
2010年は、傘下のAA級ハリスバーグ・セネターズとAAA級シラキュース・チーフスで計40試合に登板した。オフに退団し、オリックス・バファローズの秋季キャンプにテスト生として参加したが、入団には至らなかった。

### マーリンズ傘下時代
2011年は、フロリダ・マーリンズと契約を結んだ。この年は、傘下のAAA級ニューオーリンズ・ゼファーズで43試合に登板した。オフに退団した。

### ブルワーズ傘下時代
2012年は、ミルウォーキー・ブルワーズと契約を結んだ。傘下のAAA級ナッシュビル・サウンズで29試合に登板するも、成績不振で7月12日に解雇された。

### 独立リーグ時代
2012年7月19日にアトランティックリーグのヨーク・レボリューションと契約を結んだ。しかし、1試合に登板したのみで、1週間後の7月26日に解雇された。

### メキシカンリーグ時代
2013年は、メキシカンリーグのサルティーヨ・サラペメーカーズと契約を結んだ。この年は、19試合に登板して、9勝4敗、防御率3.78の成績を挙げた。
2014年は、後述の移籍まで14試合に登板して、3勝4敗、防御率4.58の成績を残していた。

### 台湾・義大時代
2014年6月29日にCPBLの義大ライノズと契約した。13試合に登板し、7勝3敗、88奪三振、防御率2.59を記録した。

### 日本ハム時代
2014年11月19日に北海道日本ハムファイターズと契約合意した。
2015年3月29日の対東北楽天ゴールデンイーグルス戦で先発投手を務め5回無失点と好投するなど、13試合登板で3勝1敗、防御率1.71の成績を残すも、負傷や外国人枠の関係により契約を解除され、8月6日に自由契約選手として公示された。

### 台湾・兄弟時代
2015年8月14日にCPBL・中信兄弟に移籍。同年限りで退団。

### メキシカンリーグ時代
2016年4月7日にサルティーヨ・サラペメーカーズと契約し、3年ぶりに復帰した。

### イタリア時代
2018年1月にイタリア・セリエAのT&Aサンマリノに入団した。12試合に登板して0勝0敗3セーブ、防御率4.05という成績を残したが、1シーズンで退団した。

### 現役引退後
2020-2021年シーズンより、ベネズエラのウィンターリーグであるリーガ・ベネソラーナ・デ・ベイスボル・プロフェシオナル（LVBP）のレオネス・デル・カラカスの監督に就任した。また2021年からは、新規に始まったサマーリーグ（LMBP）のセナドレス・デ・カラカスでも監督を務める。

## プレースタイル
ストレート、スライダー、チェンジアップを投げる。

## 詳細情報

### 年度別投手成績
| 年 度     | 球 団     | 登 板 | 先 発 | 完 投 | 完 封 | 無 四 球 | 勝 利 | 敗 戦 | セ 丨 ブ | ホ 丨 ル ド | 勝 率 | 打 者 | 投 球 回 | 被 安 打 | 被 本 塁 打 | 与 四 球 | 敬 遠 | 与 死 球 | 奪 三 振 | 暴 投 | ボ 丨 ク | 失 点 | 自 責 点 | 防 御 率 | W H I P |
| --------- | --------- | ----- | ----- | ----- | ----- | -------- | ----- | ----- | -------- | ----------- | ----- | ----- | -------- | -------- | ----------- | -------- | ----- | -------- | -------- | ----- | -------- | ----- | -------- | -------- | ------- |
| 2009      | WSH       | 4     | 0     | 0     | 0     | 0        | 0     | 0     | 0        | 0           | .000  | 15    | 2.0      | 5        | 1           | 3        | 0     | 1        | 0        | 0     | 0        | 5     | 5        | 22.50    | 4.00    |
| 2014      | 義大      | 13    | 13    | 0     | 0     | 0        | 7     | 3     | 0        | 0           | .700  | 341   | 83.1     | 72       | 4           | 21       | 0     | 3        | 88       | 2     | 0        | 29    | 24       | 2.59     | 1.12    |
| 2015      | 日本ハム  | 13    | 3     | 0     | 0     | 0        | 3     | 1     | 0        | 0           | .750  | 116   | 26.1     | 20       | 0           | 17       | 1     | 4        | 19       | 3     | 1        | 9     | 5        | 1.71     | 1.41    |
| 2015      | 兄弟      | 7     | 6     | 0     | 0     | 0        | 4     | 2     | 0        | 0           | .667  | 147   | 33.0     | 35       | 7           | 10       | 0     | 3        | 34       | 1     | 0        | 19    | 17       | 4.64     | 1.36    |
| MLB：1年  | MLB：1年  | 4     | 0     | 0     | 0     | 0        | 0     | 0     | 0        | 0           | .000  | 15    | 2.0      | 5        | 1           | 3        | 0     | 1        | 0        | 0     | 0        | 5     | 5        | 22.50    | 4.00    |
| CPBL：2年 | CPBL：2年 | 20    | 19    | 0     | 0     | 0        | 11    | 5     | 0        | 0           | .688  | 488   | 116.1    | 107      | 11          | 31       | 0     | 6        | 122      | 3     | 0        | 48    | 41       | 3.17     | 1.19    |
| NPB：1年  | NPB：1年  | 13    | 3     | 0     | 0     | 0        | 3     | 1     | 0        | 0           | .750  | 116   | 26.1     | 20       | 0           | 17       | 1     | 4        | 19       | 3     | 1        | 9     | 5        | 1.71     | 1.41    |

### 記録
NPB
- 初登板・初先発・初勝利・初先発勝利：2015年3月29日、対東北楽天ゴールデンイーグルス3回戦（札幌ドーム）、5回無失点
- 初奪三振：同上、1回表に福田将儀から空振り三振

### 背番号
- 56 （2009年）
- 43 （2014年、2015年途中 - 同年終了）
- 42 （2015年 - 同年途中）